# Pritzerbe
Pritzerbe – dawne miasto, obecnie dzielnica miasta Havelsee we wschodnich Niemczech nad rzeką Hawelą, w kraju związkowym Brandenburgia, w powiecie Potsdam-Mittelmark. Otacza ją Jezioro Pritzerbe (Pritzerber See) i kompleks leśny Pritzerber Laake.
Znajduje się tu stacja kolejowa Pritzerbe. Nieczynny budynek dworca jest obiektem zabytkowym, chroniony prawem.
Do 2002 roku Pritzerbe była samodzielnym miastem. 1 lutego 2002 Pritzerbe wraz z gminami Fohrde, Briest i Hohenferchesar dobrowolnie się połączyły, tworząc w ten sposób miasto Havelsee. Havelsee przejęło status miasta po Pritzerbe, do czego doszło formalnie 1 maja 2002. 1 stycznia 2008 dołączono jeszcze miejscowość Marzahne.